# Avilash Paul
Avilash Paul (sinh ngày 26 tháng 12 năm 1994) là một cầu thủ bóng đá người Ấn Độ thi đấu ở vị trí thủ môn cho Aizawl FC.

## Sự nghiệp
Paul bắt đầu sự nghiệp ở Học viện Pune FC. Một năm sau, anh gia nhập đội bóng tại Second Division League Gangtok Himalayan SC trước khi gia nhập gã khổng lồ Kolkata East Bengal. Sau đó anh gia nhập Kenkre FC theo dạng cho mượn từ East Bengal để thi đấu ở vòng chung kết I-League Second Division năm 2017.

## Aizawl FC
Đầu mùa giải 2017–18, anh được Aizawl FC chọn sau khi Albino chuyển sang Delhi Dynamos.